# 住民基本台帳ネットワークシステム
住民基本台帳ネットワークシステム（じゅうみんきほんだいちょうネットワークシステム）、通称住基ネット（じゅうきネット）とは、日本において、個々の住民情報が分かれていた全国市区町村の地方公共団体と都道府県・全国センターとを専用回線で結び、住民票の4情報（氏名・生年月日・性別・住所）、住民票コードと変更情報（出生、転居などの異動事由と異動年月日）からなる「本人確認情報」により、住民の利便性の向上と国及び地方公共団体の行政の合理化に資する、居住関係を公証する住民基本台帳をネットワーク化し、全国共通の本人確認ができるシステム地方公共団体間共同システム。
各地方自治体ごとに全く別であった基本台帳事情報を全国統一規格化することで業務の効率化、その後の12桁であるマイナンバー制度に繋がる日本における国民識別番号制度の基盤となった。市区町村や都道府県間において、全国共通の本人確認が可能になり、市区町村の住民基本台帳を元に記載者に全国一律の11桁の住民票コードが割り当てられた。施行準備期間の間に総務省によるe-Japan重点計画の一環と位置付けられて稼働開始した。希望者に配布された確定申告など各電子申請に利用できた住民基本台帳カード（略称住基カード）は身分証明書機能の有無を選べた。

## 構成
市区町村、都道府県、全国センター、および行政機関を結ぶ形で構成される。全国センターは指定情報機関である地方公共団体情報システム機構が運営している。

### 市区町村
コミュニケーションサーバ（CS）という中継用のサーバが設置され、既存の業務ネットワークと住基ネット回線にそれぞれ個別のファイアウォールを介して接続する。既存の住民記録システムとは業務ネットワーク側のファイアウォールを通して通信を行う。また、CS端末と呼ぶ検索用端末があり、CSと通信して住基ネット上の情報を検索・表示することができる。CS端末はCSと同一のネットワークセグメントに置く場合と、業務ネットワーク内に置いてファイアウォール経由でCSにアクセスする場合と、両方ある。

### 都道府県
都道府県サーバが設置されており、ファイアウォールを介して住基ネット回線に接続する。

### 全国センター
業務/DBサーバと情報提供サーバが設置されている。業務/DBサーバは、住民票コードを割り当てられた者全ての情報を保持するものであり、情報提供サーバは行政機関からの検索に対して情報提供するものである。住基ネット回線と行政機関との通信回線の双方にファイアウォールを設置。なお、全国センターの所在地は地方公共団体情報システム機構の住所地が事務局として公にされているが、データセンターはこれとは別に2006年（平成18年）度の時点で東京都内に設置されている。セキュリティ上の観点から外観からは一切判らないようになっており、住所も非公開である。

### 回線
住基ネットの回線は専用回線であるとされている。具体的には専用線ではなく、IP-VPNが今のところ用いられている。

### 記録される情報
住基ネット上には、住民基本台帳の4情報（氏名・生年月日・性別・住所）、個人番号、住民票コードとこれらの変更年月日と変更理由を含む変更情報が記録される 。
本人確認情報の開示請求や訂正の申出は、都道府県知事または指定情報処理機関に対して行うものとされている。

## 手続・方法
- 住民基本台帳に記録されている者であれば、特段の事前手続きなく基本的に誰でも利用できるもの。
  - 日本国旅券申請や国民年金・厚生年金の請求、各種検定試験の申し込みに住民票の写しの添付が不要となる（年間約460万件の添付が省略されている。平成20年度（2008年度）実績。総務省公表値[15]）。
  - 老齢基礎年金受給者が、年1回生存している事の証明の捺印を市区町村の窓口で貰い、葉書で社会保険庁（現在は日本年金機構）に返信していた「年金受給権者現況届」（現況届）が2006年（平成18年）12月から不要となる[注 1]（年間約3600万人分の現況届が省略されている。2008年（平成20年）度実績。総務省公表値）。ただし、住民基本台帳ネットワークシステムを利用して社会保険庁が確認を行うことから[注 2]、住民（受給権者）の住所地市区町村が住民基本台帳ネットワークシステムに参加していないような場合には行えなかった[注 3][注 4]。
  - この住民基本台帳ネットワークシステムは、公的年金である国民年金および厚生年金や厚生年金基金の年金記録問題などの解決のための照合又は突合せ作業に使用される。ただし、住民である年金加入者および年金受給者の住所地市区町村が、住基ネットに参加していなければ、その作業は行えなかった。
  - 居住地以外でも、住民票の写しの交付を受けることができる（住民基本台帳カード・個人番号カード・運転免許証・日本国旅券など、官公庁が発行した証明写真付きの証明書が必要）。
- 住民基本台帳カード（個人番号カード）の交付を受けると利用できるもの
  - 身分証明書としての利用。 住民基本台帳カードは、氏名のみが印字されたAバージョンと、顔写真と氏名・生年月日・性別・住所を印字したBバージョンがあり、希望のカードを選択することができた。顔写真付きの住民基本台帳カード（Bバージョン）は、市町村長が交付する公的な身分証明書として使え、運転免許証や健康保険証などがなくても本人確認が行えた。このことから、高齢者が運転免許証を返上すると、特典として無料で交付される自治体もあった。
  - 転出届を転出先市区町村に予め郵便で届出する（付記転出届）ことにより、窓口での手続きを転入時の1回で済ませることができる（付記転入届）
  - 公的個人認証サービスの電子証明書・秘密鍵の保存用カードとなる（行政機関および地方公共団体へのあらかじめ定められた届出や申請などにおいて、印鑑と紙の印鑑証明書の組み合わせによる個人認証に変えて、電子証明書を用いることでインターネット経由での届出・申請などを行うことができるようになる）。
- ただし、これらは住民票コードの割り当てを受けていない者や、市区町村のサーバが接続されていない市区町村に居住している者とそこへの転入者は、住基ネットを利用できないため、サービスを受けることができなかった。

なお、住民票コードを民間が利用することは、法律で禁止されている。

## 住基ネットに対する反対運動の発生から消滅まで
住基ネットは既存のインターネットと同一の技術で構成されていながらも、かなりの精度で孤立したコンピュータネットワークとなっているが、導入に前後して、セキュリティやプライバシーの懸念から批判的にばかりクローズアップされた。田中康夫長野県知事は「ネットワークへの侵入実験を実施し、侵入可能である」と公表したが、実際に侵入できたのは住基ネットに接続されている庁舎内ネットワークからで当然のことであった。しかし、以後もネガティブな印象が先行し、法的に関連する個人情報保護法関連五法が成立するまでは施行を「違法」ととらえ接続しない自治体が発生し、反対運動も起きた。最終的には未接続の自治体も順次接続していき、2015年（平成27年）3月30日に福島県東白川郡矢祭町が住基ネットにまつわるセキュリティ事故はほとんど起きていないことを認め、マイナンバー制度に対応するために接続したのを最後に、全自治体の接続が完了した。
- 住民票の写しの取得は頻繁に利用されるようなサービスではなく、全国共通にするシステムを構築するメリットがあるか。住基ネット導入後は全国どこでも住民票の写しを取得できるとされるが、遠隔地から住民票を取得できることがメリットとなり得るか。
  - 住基ネットのメリットは住民票の写しの取得に限定されたものではない。出張や転勤、引っ越しなど、他自治体へ移住・転居をする場合に導入の恩恵がある[10]。
- 住基カードは市町村単位の発行であるため、転居時などに転出元への返還・転入先での新規取得を要した。そのため、住居異動の多い人にとって住基カードは、パスポートや運転免許証と違い、一度取得しても移住ごとの更新手続きの必要性があったため、身分証明書としてのメリットが少なかった[20]。
  - 総務省はこの批判に応え、2009年（平成21年）1月、一度取得すれば、転出入の際に内容と住所表記を書き換えることによって全国で通用するよう、法令を改める方針を決めた[20]。更に2012年（平成24年）7月9日より、転入届を提出した日の90日以内に所定の窓口に提出し、住所表記を書き換えることで、従前の住基カードを引き続き使用できるようになった。

以下のような事件（主に運用面）が起きている。
- 2002年（平成14年）12月26日、福島県岩代町（現在の二本松市）でバックアップ用の個人情報と住民基本台帳システム稼働用のプログラムの一部が入った磁気テープの盗難事件が発生した。総務省によれば、暗号化された情報を解読・利用するのは不可能であり、個人情報被害は無かった。
- 2006年（平成18年）10月21日に、東京都足立区が住基ネットの取り扱い窓口業務16種類を、足立区の独自の判断で、民間の人材派遣会社にアウトソーシングさせる予定だったことが判明した。総務省はこの対応に対し「民間委託は想定外だ」とし、厚生労働省 はこの扱いについて足立区に対し説明を求め、検討の段階で民間委託を中止させた[21]。
- 2008年（平成20年）12月、京都府京都市在住の当時17歳の女子高生が、住基カードの交付申請書に当時同居していた19歳の姉の名前や生年月日を記入し、写真添付欄に自分の写真を張って、身分証明として顔写真のない保険証で同市東山区役所の窓口に提出することで成り済まして住基カードを取得し、同市祇園のクラブで、ホステスとして働いていたことが、翌2009年（平成21年）12月になって判明。京都府警は、この女子高生を有印私文書偽造・同行使などの容疑で逮捕したが、同市では顔写真のない本物の保険証を身分証明証として提出出来る年齢の近い同性の人物が、必要書類を揃えて申請に来た場合、防ぎようが無いとしており、新たな問題点として浮上している。京都市の担当者は、「家族や同居人による不正は想定外で、見分けるのは困難」とコメントしている。総務省は「本人確認を徹底する以外に無い」としており、住基カード作成時に必要となる身分証明を顔写真のある免許証やパスポートに限定して保険証を除外する策は取らないとしている[22][23]。

- 兵庫県加古川市において、同市の環境部の40代運転士と50代主査、現総務部嘱託と元市教委職員ら4人が探偵業者に2011年度と2012年度から6人分の計7件の住民基本台帳に記載された住民情報を探偵業者に漏洩して、現金を受け取っていたことを2013年（平成25年）を明らかになった。警察は地方公務員法違反で捜査を開始し、市は運転士と主査らを懲戒処分する方針を示した[24]。

### 接続反対した自治体とその後
- 神奈川県横浜市は、将来は段階的に住基ネットに参加することを前提にする市民選択制度をとっていた。しかし、2006年（平成18年）5月10日、住基ネットの総合的な安全性が確認できたとして、2006年（平成18年）7月から全ての住民の本人確認情報を住基ネットに送信する全面参加に移行することを発表した。
- 兵庫県宝塚市は、2006年（平成18年）4月の市長選で「住基ネット凍結」を主張していた元衆議院議員の阪上善秀が当選したことから、同市が住基ネットを切断するのではないかと言う見方があったが、結局、市長当選後も離脱しなかった。
- 長野県は、当時の知事であった田中康夫が費用対効果や安全性に対して疑問を主張し接続していなかった。その後、知事が村井仁に交替し、2008年（平成20年）1月7日、市町村からの要望などを踏まえ、32の法律に係わる事務処理のうち、5つの法律に係わるものから利用を開始。最終的に利用状況を見ながら事務の利用の拡大を計り、導入された。
- 2010年（平成22年）1月、愛知県名古屋市の河村たかし市長（当時）が「住基ネットの安全性に対する懸念を理由に、名古屋市を離脱させる意向である」との主張が報じられ、1月19日に原口一博総務大臣（当時）に対し、ネット切断を含めた対応を検討中であることを伝えたが、同年2月2日には1年間かけて安全性などを検証・議論し、離脱はしない方針を表明した。
- 裁判までは起こさなかったが、プライバシー侵害について、神奈川県藤沢市と東京都目黒区の個人情報保護審査会では選択制の導入などを求める答申が出された。ただし答申だけで、その後に住基ネットは導入された。
- 東京都杉並区 は、山田宏区長（当時）が個人情報保護法の成立後に横浜方式の市民選択制度を求めていたが実現しなかったため、法の下の平等に反するなどとし、2004年 （平成16年）8月24日 に国および東京都に対して訴えを起こした。2008年（平成20年）7月8日、区が国に求めていた「区民選択方式」の上告が最高裁判所 で却下され、区の全面敗訴が確定した。これを受けて、杉並区は住基ネットへの全面参加を明らかにし、2009年（平成21年）1月5日から業務を開始した。これにより、東京都国立市と福島県東白川郡矢祭町の2自治体のみが不参加となった。
- 東京都国立市が接続していないことに起因する市の経費支出について、国立市民が市長に対する住民訴訟を起こしており[25]、2011年（平成23年）2月4日、東京地裁は、住基ネットからの離脱は違法と指摘した上で、一部経費の支出差し止めと支出の一部を市に返還することを市長に命じた[26]。2012年（平成24年）2月、国立市が約9年間ぶりに再接続した。これにより、不参加の自治体は矢祭町のみとなった[27][28]。
- 2015年（平成27年）3月30日、住基ネットに13年間で唯一未接続だった矢祭町は「セキュリティに関する不安が完全に払拭されたわけではないが、住基ネットにまつわるセキュリティ事故はほとんど起きていない。住基ネットは、マイナンバー制度施行後に町が行う法定受託事務の前提になる。接続しないという選択肢はなかった」と住基ネットへ接続。これをもって全ての自治体が住基ネットワークに接続することになった[18][19]。

## 訴訟と最高裁合憲判決
これまで、住基ネットを巡って各地で憲法訴訟が提起されたほか、関係経費の費用返還を求める住民監査請求、個人情報を外部に提供しないよう求める提供中止請求、個人個人に割り当てられた住民票コードの削除請求などの行政訴訟などが提起されていた。これに対し、後述のとおり、2008年3月6日、最高裁判所第一小法廷は、住基ネットを管理、利用等する行為は憲法13条に違反しないとの判決を行った。
最高裁判決を含む住基ネットに関する訴訟の概要は以下のとおりである。
- 2004年（平成16年）2月27日、プライバシー侵害として慰謝料を求めていた裁判で、大阪地方裁判所は原告敗訴判決を行った（原告の一部は控訴している）。
- 2005年（平成17年）5月30日、金沢地方裁判所は、住基ネットはプライバシーの保護を保障した日本国憲法第13条に違反する、と判断した。一方、翌5月31日、名古屋地方裁判所は、住基ネットはプライバシーの侵害を容易に引き起こす危険なシステムとは認められない、との判断を下した。相次いで相反する二つの判断が下された形となり、住基ネットの法的な位置づけの難しさが浮き彫りとなった。なお、石川県・愛知県の訴訟ともほぼ共通の訴えとなっており（細部では異なる部分もある）、「住民基本台帳ネットワークシステムはプライバシーの権利などを侵害し憲法違反である」などとして、石川県のケースでは同県の市民団体メンバー28人が、愛知県のケースでは住民13人が、それぞれ国や県・市などに個人情報削除や損害賠償などを求めた訴訟である。
  - 2006年（平成18年）12月11日、名古屋高等裁判所金沢支部は、正当な理由による公共の福祉による制限として許されると判示し、2005年（平成17年）5月30日の金沢地方裁判所の判決を取り消し、原告の請求を棄却した。
- 2006年（平成18年）11月30日、前記の大阪訴訟の控訴審判決として大阪高等裁判所は、住基ネットは個人情報保護対策に欠陥があり、拒否する人への運用はプライバシー権を著しく侵害し憲法13条に違反する、として箕面市、守口市、吹田市に原告の住民票コードの削除を命じる原告勝訴判決を言い渡した。なお、同訴訟の裁判長を務めた竹中省吾判事（当時）は、同年12月3日、自宅で首吊り自殺をしているところを発見された。
  - うち箕面市は2006年（平成18年）12月7日に箕面市議会で、上告を断念したと藤沢純一市長が表明し、12月15日0時、箕面市に対して判決が確定した。
    - これにより箕面市は判決に従って勝訴した原告（1人）の住民票コードを削除する「為す給付債務」を負うことになった。箕面市役所の総務部情報政策課では、アイネスが提供する現行システムではデータを削除できるのは住民が死亡した場合か、日本国籍を離脱した場合だけであるところ、どちらの入力もないまま1人少ないデータで府のサーバと交信すると、市のサーバがダウンしてしまうおそれがある。また、市のサーバ内のデータだけでなく、府や国のサーバ内のデータも削除する必要がある。さらに、削除できたとしても、その後の運用方法は原告のデータを削除して原告だけ文書で管理するか、原告を除く全市民のシステムを作り直し改めて接続する、の2通りであり、前者では住民票や納税通知書の交付について原告の分だけ手作業で行う必要があるし、後者ではシステム再構築に1500万円から3500万円の費用が発生する、と主張している（読売新聞12月9日）。なお、藤沢市長は12月12日に、高裁判決後、原告とは別の市民2人からコード削除を求められていることを明らかにしたうえで「こうした人たちの意に沿うため選択制導入の可能性について検討したい」と述べた（読売新聞 2006年12月12日）。
    - 2006年（平成18年）12月28日から2007年（平成19年）3月30日までの間、「平成18年度箕面市一般会計」予備費の充当により、江澤義典関西大学教授、秋田仁志弁護士、園田寿弁護士・甲南大学法科大学院教授、黒田充自治体情報政策研究所代表による住民基本台帳ネットワークシステム検討専門員が設置され、原告の住民票コードの削除方法、原告以外の住民からの削除要求への対応が2007年（平成19年）3月31日までをめどに調査された。
    - 2007年（平成19年）3月5日、原告らの呼びかけに応じた市民8人から個人情報保護条例に基づき住民票コードの削除が請求され、藤沢は「これは『ためにする請求』。当惑している」と報道された。その後箕面市は、高裁判決の効力は判決を得た市民1人のみにしか及ばないとして当該8人からの削除請求を認めない「非削除」の決定をしている。
    - 2007年（平成19年）3月7日の住民基本台帳ネットワークシステム検討専門員合議で、原告の住民票の職権消除と、住基ネットの選択制が検討されていることが報道され、2007年（平成19年）3月30日開催の専門員合議において、「控訴人について、住民票を改製し住民票コードを削除する」「控訴人に係る本人確認情報に異動事由として「職権消除コード」を記録し、当該コードを含む本人確認情報を、住基ネットにより大阪府サーバに送信するとともに、住民票コード削除に係る本人確認情報を「文書」により府知事に通知する」「住基ネットでの自己情報の運用を希望しない他の住民についても、控訴人と同一の方法により、住民票コードを削除する」とする、原告以外からの削除要求についても受け入れ、全国初の選択制を導入するよう市長に答申された。
    - 答申を受けて藤沢純一市長は、2007年（平成19年）5月29日、箕面市役所内での記者会見において、2007年（平成19年）11月に実施される予定のRKK情報サービスの提供する新住基システムへの移行時を期に住基ネット参加の選択制を導入すると表明した。実際は新住基システムの移行が遅れ、納税記録情報の紛失事故が発生するなど、選択制の導入は見送られた。
    - 2007年（平成19年）6月12日開催の箕面市議会総務常任委員会において日本共産党議員から、先の記者会見での選択制導入報道と5月29日実施の議会各会派への説明内容との齟齬および会見内容の真否についての質問に対し、藤沢は「否定も肯定もしない」、「議員はどういう報道になれば納得するのか」と答弁した。
    - 2007年（平成19年）9月6日、大阪府知事から、住民基本台帳法第31条第2項の規定により、箕面市長に対し、「住民票コードを削除すること、すなわち住民票コードの記載を住民の選択に委ねることについては、住民基本台帳法第7条第13号の規定に違反するものである」「現に区域内に住所を有する住民の住民票を、改製と称して職権で消除することは、住民基本台帳法第3条第1項及び第8条に違反するものである。さらに、府知事に対し、職権で消除した旨を住民基本台帳ネットワークシステムにより通知するとともに、本人確認情報から住民票コードを削除したものを文書により通知することは、住民基本台帳法第30条の5第1項及び第2項に違反する」「住民基本台帳事務を適正に執行するよう法第31条第2項の規定により勧告する」と3項目の勧告がされた。
    - 2007年（平成19年）12月20日、箕面市議会は、最高裁判所において大阪高等裁判所判決が見直される公算が大きいこと、顧問弁護士らが住民票コード削除の実施は最高裁判決まで待つよう求めていることなどから、最高裁判決まで「選択制」を進めないことを求める「住民基本台帳ネットワークシステムの適正な運営を求める決議」（自民党同友会、民主・市民クラブ、公明党の3会派の議員が提出）を賛成多数で採択した（市民派ネット・日本共産党が反対）。
    - 2008年（平成20年）2月14日、最高裁判所判決を待たずに、原告の住民票を磁気ディスクから、書面による住民票に「改製」し、住民票コードを削除を実施したと発表した。
    - 2008年（平成20年）2月18日、住民基本台帳ネットワークシステム検討専門員から、紙改製は違法であり、判決の履行に当たらない。答申に基づき、職権消除手法による住民基本台帳ネットワークから原告の本人確認情報の削除を実施しろとの意見書が藤沢純一に出されたと発表された。

  - 守口市と吹田市は最高裁判所に上告した。
    - 2007年（平成19年）11月16日の新聞各紙に、吹田市・守口市の上告審について、最高裁判所が弁論期日を2008年（平成20年）2月7日に指定したことが報道された。判決の見直しに必要な弁論が開かれ、法令について違憲の判決を出すための大法廷への回付が行われなかったため、違憲判決が行われず、原判決破棄・原告敗訴が濃厚となった。
    - 2008年（平成20年）2月7日の最高裁判所で、吹田市、守口市の上告審の弁論が行われ、同日弁論終結した。2008年（平成20年）3月6日、第1小法廷は、「法令等の根拠」に基づき、正当な「行政目的の範囲内」で行われて、「具体的な危険」が生じていないとの要件を示し、個人の私生活上の自由の一つとして、何人も、個人に関する情報をみだりに第三者に開示又は公表されない自由を有するものの、当該個人がこれに同意していないとしても、憲法13条により保障された自由を侵害するものではないとし、『住民基本台帳ネットワークは憲法に違反しない』と初の合憲判断を下した。その上で二審の大阪高等裁判所の判決を破棄し、訴訟原告（被上告人）の請求を棄却した。
- 2008年（平成20年）8月28日、埼玉県民5人が求めた個人情報削除や損害賠償をさいたま地裁の「情報漏洩に危険はなく、ネットワークのサービスも正当な行政の範囲」とした判決を東京高裁が支持、原告の控訴を棄却した。

### 最高裁判決
2008年（平成20年）3月6日、最高裁判所第一小法廷（涌井紀夫裁判長）は、住基ネットを管理、利用等する行為は、日本国憲法第13条に違反しないとして、大阪訴訟の高裁判決を破棄するとともに、石川訴訟他3件の上告を棄却したが、その理由の要旨は以下のとおりである。
- 憲法第13条は、国民の私生活上の自由が公権力の行使に対しても保護されるべきことを規定しているものであり、個人の私生活上の自由の一つとして、何人も、個人に関する情報をみだりに第三者に開示又は公表されない自由を有する。
- 住基ネットによって管理、利用等される本人確認情報は、氏名、生年月日、性別及び住所から成る4情報に、住民票コード及び変更情報を加えたものにすぎない。このうち4情報は、人が社会生活を営む上で一定の範囲の他者には当然開示されることが予定されている個人識別情報であり、変更情報も、転入、転出等の異動事由、異動年月日及び異動前の本人確認情報にとどまるもので、これらはいずれも、個人の内面に関わるような秘匿性の高い情報とはいえない。住民票コードは、住基ネットによる本人確認情報の管理、利用等を目的として、都道府県知事が無作為に指定した数列の中から市町村長が一を選んで各人に割り当てたものであるから、上記目的に利用される限りにおいては、その秘匿性の程度は本人確認情報と異なるものではない。
- 住基ネットによる本人確認情報の管理、利用等は、法令等の根拠に基づき、住民サービスの向上及び行政事務の効率化という正当な行政目的の範囲内で行われているものということができる。住基ネットのシステム上の欠陥等により外部から不当にアクセスされるなどして本人確認情報が容易に漏洩する具体的な危険はないこと、受領者による本人確認情報の目的外利用又は本人確認情報に関する秘密の漏洩等は、懲戒処分又は刑罰をもって禁止されていること、住基法は、都道府県に本人確認情報の保護に関する審議会を、指定情報処理機関に本人確認情報保護委員会を設置することとして、本人確認情報の適切な取扱いを担保するための制度的措置を講じていることなどに照らせば、住基ネットにシステム技術上又は法制度上の不備があり、そのために本人確認情報が法令等の根拠に基づかずに又は正当な行政目的の範囲を逸脱して第三者に開示又は公表される具体的な危険が生じているということもできない。
- また、行政機関個人情報保護法8条2項2号、3号によれば、行政機関の裁量により利用目的を変更して個人情報を保有することが許容されているし、行政機関は、法令に定める事務等の遂行に必要な限度で、かつ、相当の理由のあるときは、利用目的以外の目的のために保有個人情報を利用し又は提供することができるとしているが、住基法30条の34等の本人確認情報の保護規定は行政機関個人情報保護法に優先して適用されるし、システム上、住基カード内に記録された住民票コード等の本人確認情報が行政サービスを提供した行政機関のコンピュータに残る仕組みになっておらず、データマッチングは懲戒処分、刑事罰の対象となり、現行法上、本人確認情報の提供が認められている行政事務において取り扱われる個人情報を一元的に管理することができる機関又は主体は存在しないことなどにも照らせば住基ネットにより、個々の住民の多くのプライバシー情報が住民票コードを付されてデータマッチングされ、本人の予期しないときに予期しない範囲で行政機関に保有され、利用される具体的な危険が生じているとはいえない。
- したがって、行政機関が住基ネットにより住民の本人確認情報を管理、利用等する行為は、個人に関する情報をみだりに第三者に開示又は公表するものということはできず、当該個人がこれに同意していないとしても、憲法13条により保障された上記の自由を侵害するものではなく、自己のプライバシーに関わる情報の取扱いについて、自己決定する権利ないし利益が違法に侵害されたとする被上告人ら（原告ら）の主張にも理由がない。

## 住基ネットに関する年表
- 2002年（平成14年）
  - 8月5日 - 第一次稼動
    - 住民への住民票コード通知開始。
    - 住民基本台帳ネットワークシステムが稼動し、行政機関への本人確認情報の提供が開始された。これにより、従来必要とされた住民票の写しの添付が省略できるようになった。

  - 8月30日 - 総務省により住民基本台帳ネットワークシステム調査委員会が設置された。
- 2003年（平成15年）
  - 6月7日 - 行政手続オンライン化関係三法が閣議決定され、その後可決成立した。
  - 8月5日 - 長野県と総務省で住民基本台帳ネットワークシステム公開討論会が行われた。
  - 8月25日 - 第二次稼動（本格稼動）
    - 住民基本台帳カード（住基カード）の発行が開始された。
    - 住民票の写しを全国どこの自治体でも取れるサービスや、住所移転時の転入転出手続の簡素化などのサービスが受けられるようになった。
- 2004年（平成16年）1月29日 - 公的個人認証サービス開始。希望者には500円で公的個人認証サービスに利用できる電子証明書が交付できるようになった。
  - 公的個人認証サービスは住民基本台帳ネットワークシステム（住基ネット）を基にしており、現時点で利用できるカードは市区町村が発行している住基カードに限定されている。
- 2006年（平成18年）10月 - 社会保険庁が住基ネットを活用した年金受給者の現況確認を開始。これにより、毎年、誕生月に提出が必要であった年金受給権者現況届（いわゆる「現況届」）の提出が原則不要となった。
- 2013年（平成25年）8月 - 住基カードの（最初で最後の）更新が行われる。
- 2015年（平成27年）
  - 3月30日、全自治体が住基ネットワークに接続した。
  - 12月31日、マイナンバーカード制度により、住基カードの新規発給及び更新受付が終了。
- 2025年（令和7年） - 住基カードがこの年限りで全て無効となる。

## 関係省庁
- 高度情報通信ネットワーク社会推進戦略本部（IT推進本部）（日本語） - e-Japan計画を推進。2021年8月31日廃止。同年9月1日、デジタル庁にデジタル社会推進会議が設置。
- 経済産業省
- 総務省
- 財務省
- 厚生労働省
- 警察庁